# Lyons (Colorado)
Lyons es un pueblo ubicado en el condado de Boulder en el estado estadounidense de Colorado. En el año 2000 tenía una población de 1585 habitantes y una densidad poblacional de 495,3 personas por km².

## Geografía
Lyons se encuentra ubicada en las coordenadas 40°13′26″N 105°16′8″O / 40.22389, -105.26889.

## Demografía
Según la Oficina del Censo en 2000 los ingresos medios por hogar en la localidad eran de $50.764, y los ingresos medios por familia eran $58.750. Los hombres tenían unos ingresos medios de $45.417 frente a los $29.750 para las mujeres. La renta per cápita para la localidad era de $28.276. Alrededor del 8,3% de la población estaban por debajo del umbral de pobreza.